# بایفورد، استرالیا غربی
بایفورد (به انگلیسی: Byford) یک حومه شهر در استرالیا است که در شایر اف سرپنتاین جارادیل واقع شده‌است.

## جستارهای وابسته

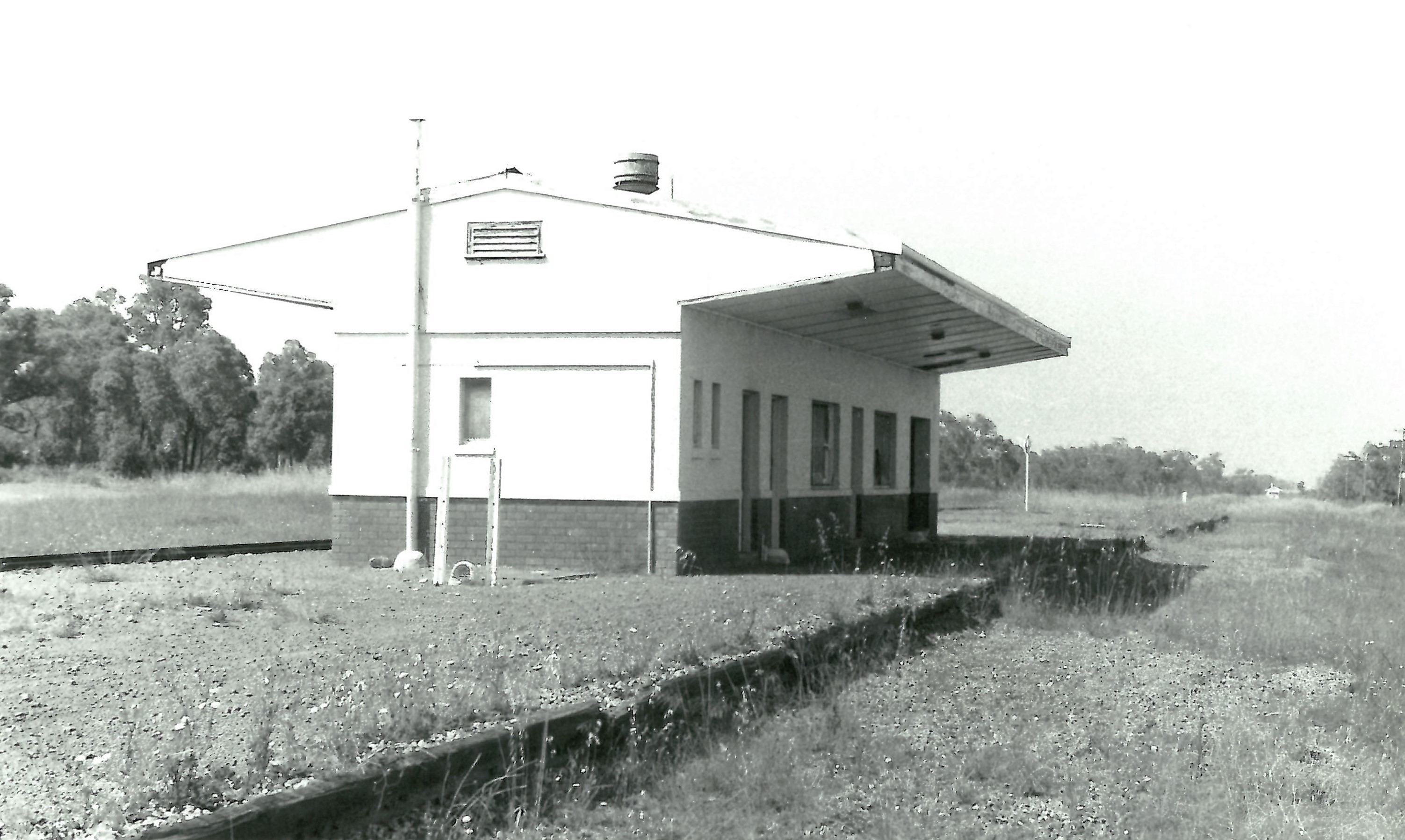
ایستگاه راه‌آهن قدیمی بایفورد، درست قبل از تخریب آن (۱۹۸۷).